# روبيرتو نورسي
روبيرتو نورسي (بالإسبانية: Roberto Antonio Nurse)‏ (16 ديسمبر 1983 بكويرنافاكا في المكسيك - ) هو لاعب كرة قدم بنمي ومكسيكي في مركز الهجوم. شارك مع منتخب بنما لكرة القدم. أما مع النوادي، فقد لعب مع أتلانتي إف سي وكروز آزول وكلوب ليون ونادي شيفاز يو إس أي وتيبورونيس روخوس دي فيراكروز وزاكاتيبيك وColibríes de Morelos ‏ ونادي سيلايا وCruz Azul Hidalgo ‏ ودورادوس سينالوا ونادي كوريكامينوس ‏ وMineros de Zacatecas ‏ ونادي كيريتارو وريبوسيروس دي لا بيداد ‏.

## روابط خارجية
- روبيرتو نورسي على موقع قاعدة بيانات كرة القدم.إي يو (الإنجليزية)
- روبيرتو نورسي على موقع ناشيونال فوتبول تيمز (الإنجليزية)
- روبيرتو نورسي على موقع Soccerway.com (الإنجليزية)
- روبيرتو نورسي على موقع AS.com (الإسبانية)